# Astragalus virens
Astragalus virens är en ärtväxtart som beskrevs av Nikolai Vasilievich Pavlov. Astragalus virens ingår i släktet vedlar, och familjen ärtväxter. Inga underarter finns listade i Catalogue of Life.